# Обстріли Херсона
Обстріли Херсона — низка терористичних атак на Херсон військами РФ, що почалися під час російського вторгнення в Україну з 24 лютого 2022 року та тривають понині.

## Хронологія

### 2022

#### Грудень
14 грудня росіяни спрямували РСЗВ по Херсонській ОДА.
20 грудня росіяни обстріляли цивільну інфраструктуру.

### 2023

#### Січень
10 січня було здійснено обстріл багатоповерхівки. Внаслідок того було вибито вікна і утворилась вирва.

#### Травень
3 травня росіяни обстріляли гіпермаркет «Епіцентр», супермаркет «АТБ», АЗС «ОККО», будівельний магазин, житлові будинки, завод та залізничний вокзал.

#### Жовтень
30 жовтня було атаковано автобус БАЗ-А079, який здійснював рейс маршруту № 5. Було 4 постраждалих.

#### Грудень
26 грудня росіяни атакували вокзал міста. 1 людина загинула, 2 отримали поранення. Пасажири, які чекали на поїзд до Києва не постраждали і доїхали вчасно.

### 2024

#### Січень
26 січня вночі було здійснено два обстріли. Було пошкоджено багатоповерхівка, дитсадок, ТЦ. 1 людина отримала поранення.

#### Червень
В ніч з 28 на 29 червня Херсон та Херсонський район зазнавали обстрілів. В Дніпровському районі пошкоджень зазнали два будинки та три автомобілі. У Корабельному районі пошкоджено два будинки.

#### Липень
26 липня було здійснено обстріли БпЛА на місто. Вночі внаслідок падіння уламків постраждали автомийка, територія комунального підприємства, яке обслуговує міські перевезення, постраждав транспорт, 15 одиниць згоріли, в тому числі історичні автобуси Ikarus 280 і 5 одиниць пошкоджені. Вдень удар здійснили з дрона на людей біля магазину. 5 людей отримала поранення.